# モザンビーク独立党
モザンビーク独立党（モザンビークどくりつとう、ポルトガル語: Partido Independente de Moçambique、英語: Independent Party of Mozambique）は、モザンビークの政党。

## 概要
2004年12月1日から2日にかけて行われたモザンビーク議会総選挙では得票率0.6パーセントの1万79602票に終わり、議席を獲得できなかった。大統領候補のヤクブ・シビンディ（Yaqub Sibindy）は、得票率0.9パーセントで落選した。